# گراهام الکساندر (موسیقیدان)
گراهام الکساندر (انگلیسی: Graham Alexander; ۲ مهٔ ۱۹۸۹ – ) خوانندهٔ مؤلف و  کارآفرین اهل ایالات متحده آمریکا است.